# Dunkerque (navire de ligne)
Pour les articles homonymes, voir Dunkerque (homonymie).
Le Dunkerque a été la première unité d'une classe de bâtiments de ligne français mise en service à la fin des années 1930, la classe Dunkerque. Sa principale caractéristique était de se situer nettement en deçà des limites posées par le traité de Washington de 1922, en termes de déplacement et de calibre de l'artillerie principale des cuirassés.
Remarquable par la disposition de son artillerie principale de 330 mm, en deux tourelles quadruples à l'avant, sa vitesse d'environ 30 nœuds, et sa silhouette comportant une grande plage avant, il avait été conçu au début des années 1930 en réponse au Panzerschiffe (navire blindé) allemand de classe Deutschland, pendant la courte période où l'on a pu croire que la limitation des armements navals conduirait à des limites de tonnage et de calibre draconiennes. La course aux armements navals ayant repris de plus belle, avant même sa mise en service, en 1937, le Dunkerque et son sister-ship, le Strasbourg, se sont retrouvés les derniers cuirassés français de moins de 35 000 tonnes.
Pendant l'hiver 1939-1940, le Dunkerque n'eut pas la chance d'intercepter les « cuirassés de poche » allemands qu'il avait été conçu pour affronter. À Mers el-Kebir, en juillet 1940 il fut gravement endommagé par la Royal Navy, alors qu'il n'avait pas été envisagé qu'il dût, un jour, en affronter les bâtiments. Lorsque les Allemands, ayant envahi la zone libre, tentèrent de saisir les navires contrôlés par les autorités de Vichy, il est sabordé à Toulon, le 27 novembre 1942.

## Arrière-plan et genèse

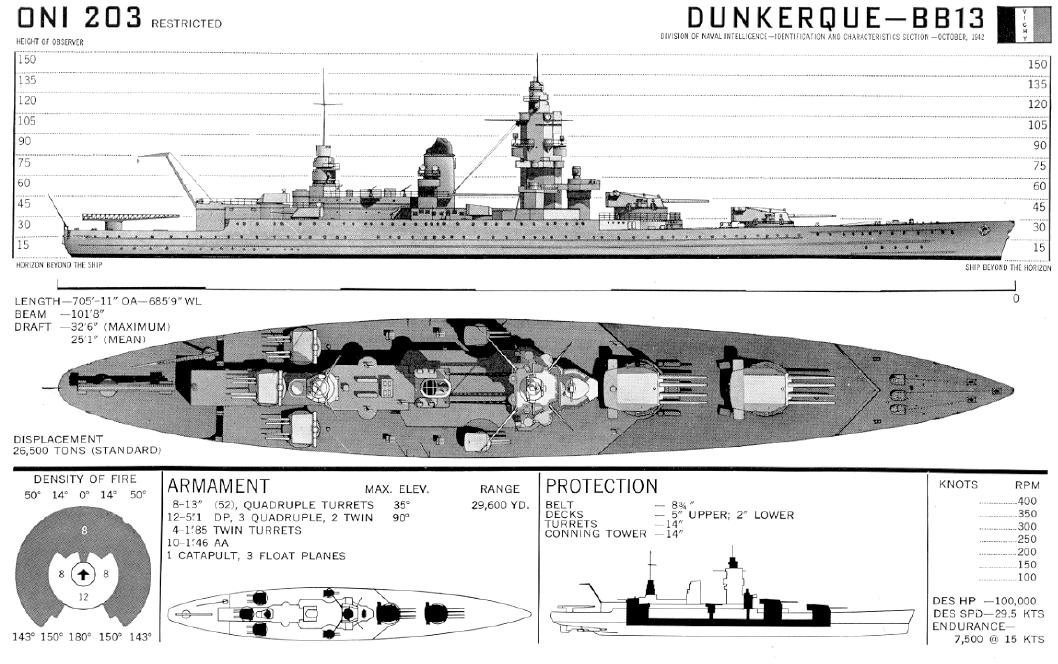
Fiche d'identification du Dunkerque par l'U.S. Navy en octobre 1942.

Avant le début de la Première Guerre mondiale, alors que les super-dreadnoughts de la classe Bretagne étaient en construction, avec cinq tourelles doubles de 340 mm, Charles Doyère, chef du Service des constructions navales depuis 1911, conçut, pour le programme de 1912, la classe Normandie. Sa caractéristique principale était le recours à des tourelles quadruples de 340 mm. Cette solution était une première mondiale. La norme des constructeurs britanniques était la tourelle double, reprise en Allemagne, en France et au Japon, la tourelle triple étant une innovation italienne sur le cuirassé Dante Alighieri, copiée par la Russie et l'Autriche-Hongrie, que les États-Unis adopteront avec la classe Nevada.
Dès lors que le tonnage des bâtiments de ligne français se trouvait à l'époque limité par la taille des cales de construction disponibles, le recours à trois tourelles quadruples (une à l'avant, et deux à l'arrière), permettait d'avoir deux pièces de plus que sur les cuirassés de la classe Bretagne, pour un poids inférieur, ce qui permettait d'améliorer le blindage, avec une épaisseur de 340 mm sur l'avant des trois tourelles, alors que les tourelles superposées avant et arrière des Bretagne n'avaient qu'une épaisseur de 250 mm. Mis sur cale dès 1913, lancés en 1914, ces cuirassés ne seront jamais achevés, sauf le Béarn transformé en porte-avions dans les années 1920.

### Les effets du traité de Washington de 1922
Le traité de Washington, signé en 1922, sur les limitations navales imposait un tonnage et un calibre de l'artillerie maximum pour les croiseurs de bataille et les cuirassés ainsi que les croiseurs et les porte-avions des cinq grandes puissances navales (États-Unis, Grande-Bretagne, Japon, France et Italie). Concrètement, il interdisait pour dix ans la construction de nouveaux cuirassés, alors que se développait une course aux armements navals entre les États-Unis, le Japon et le Royaume-Uni, avec les projets et la mise en chantier des cuirassés américains des classes Maryland et South Dakota, des croiseurs de bataille britanniques du type G3, des cuirassés japonais des classes Mutsu et Tosa et des croiseurs de bataille de la classe Amagi. Il permet toutefois aux États-Unis d'achever trois cuirassés de la classe Maryland, aux Britanniques de construire deux cuirassés dans les limites de tonnage (35 000 t) et de calibre d'artillerie principale (406 mm) du traité, et aux Japonais d'achever les deux cuirassés de la classe Mutsu. Tous les autres cuirassés en construction ou en projet ont dû être détruits ou abandonnés, la France et l'Italie ayant le droit de construire, à partir de 1927, deux cuirassés chacune, en remplacement de cuirassés anciens, et toujours dans les limites du traité.
L'Allemagne n'était pas soumise aux clauses du traité de Washington de 1922, mais à celles du traité de Versailles, qui lui interdisaient, en ce qui concerne les cuirassés et les croiseurs, de construire des navires d'un déplacement supérieur à 10 000 t, c'est-à-dire un déplacement inférieur aux croiseurs cuirassés de la classe Minotaur, ou aux pré-dreadnoughts de la classe Schleswig-Holstein, datant tous d'avant 1910.
Les États-Unis, le Japon et le Royaume-Uni utilisèrent les droits de construire des cuirassés que leur donnait le traité de Washington, mais ni la France ni l'Italie ne firent de même, en raison principalement de difficultés financières, mais aussi parce que, même dans les milieux spécialisés, la construction de cuirassés apparaissait très discutable, dès lors qu'il n'y avait eu, au cours de la Première Guerre mondiale, que des engagements de cuirassés aux résultats indécis, que les derniers combats décisifs entre navires de ligne étaient les batailles de la baie de Manille et de Santiago de Cuba, au cours de la Guerre hispano-américaine de 1898, et la bataille de Tsushima en 1905, entre Japonais et Russes. En revanche, la question de la sécurité des routes commerciales maritimes avait, au cours de la Première Guerre mondiale, eu une importance considérable, et les croiseurs y avaient eu un rôle plus important que les cuirassés. Les premières années suivant le traité de Washington ont donc vu la construction, par tous les pays signataires du traité, de très nombreux croiseurs dits de « 1re classe », et plus tard « lourds », d'un déplacement de 10 000 tonnes, armés en ce qui concerne les marines britannique, française et italienne, de huit canons de 203 mm, et en ce qui concerne les marines des États-Unis et du Japon, de neuf ou dix canons de ce calibre, bâtiments rapides, et plus ou moins bien protégés. La France et l'Italie qui en construiront chacune sept, en commencent la construction autour de 1925.
À la fin des années 1920, les plus puissants cuirassés sont des navires armés de huit pièces d'artillerie principale, en quatre tourelles doubles, réparties également entre l'avant et l'arrière, soit de 381 mm (classes Queen Elizabeth, ou Revenge), soit de 406 mm (classes Maryland, ou Mutsu) qui ont été conçus avant le traité de Washington, et dont la vitesse atteint au maximum 24 nœuds (avec la classe Queen Elizabeth) voire 26-27 nœuds (la classe Mutsu). Sortent du lot, les deux cuirassés de la classe Nelson, avec trois tourelles triples de 406 mm, toutes à l'avant, inspirés des croiseurs de bataille G3, mais avec un tonnage réduit de presque un tiers, d'où une coque moins longue, donc moins hydrodynamique avec moins d'espace pour les machines, d'où une vitesse de 23 nœuds seulement. Dans les eaux européennes, trois bâtiments britanniques, conçus avant 1918, sont dotés d'une vitesse supérieure à 30 nœuds, conformément aux idées de Lord Fisher. Celui-ci considérait la vitesse comme un moyen de défense plus important que le blindage. Ce sont deux croiseurs de bataille de la classe Renown, armés de six canons de 381 mm, et le HMS Hood, premier cuirassé rapide, armé de huit 381 mm.

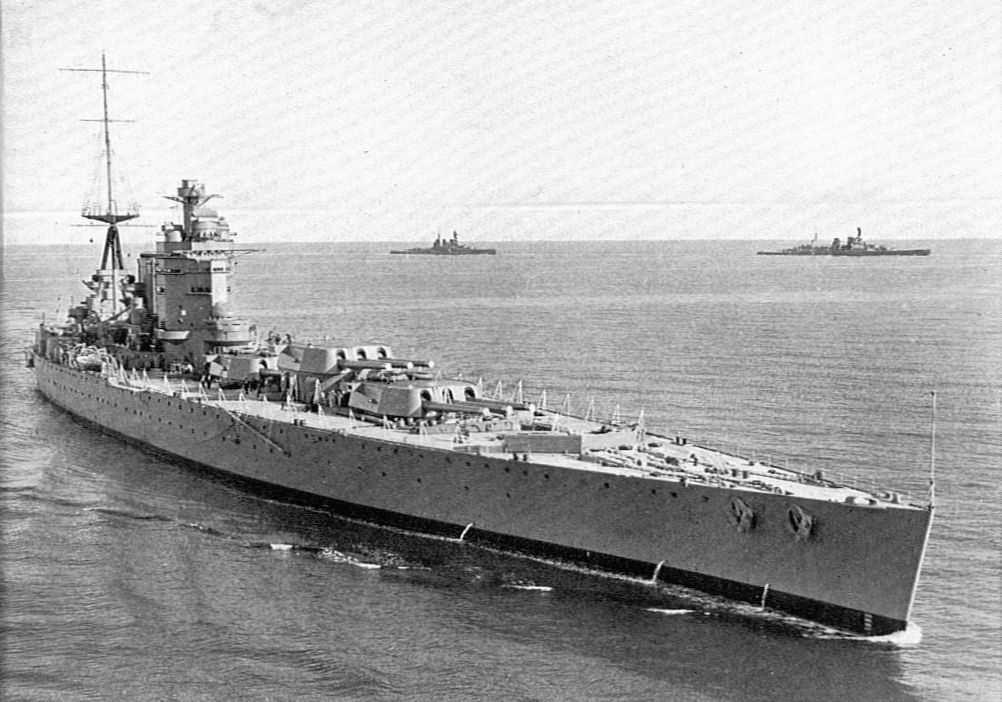
Le, entré en service en 1927, qui a inspiré les concepteurs des cuirassés français des années 1920.

Le HMS Hood est alors le plus grand et le plus lourd des croiseurs de bataille à flot, et le HMS Nelson le cuirassé le plus puissamment armée.

### Dans le cours des années 1920

#### Les projets de cuirassés de17 500t
L'Amirauté française, à la fin de la décennie 1920, sous l'emprise des limitations des armements navals édictées par le traité de Washington, ne cherche pas à mettre au point un cuirassé qui rivaliserait avec les mastodontes britanniques, américains ou japonais, elle se contente de modernisations des dreadnoughts (classe Courbet) et super-dreadnoughts (classe Bretagne), qui datent de la Première Guerre mondiale, modernisations que le traité de Washington autorise plus profondes que pour les marines américaine, britannique et japonaise. Mais, pour contenir une menace italienne, exercée sur les communications entre la France et l'Afrique du Nord, par les nouveaux croiseurs lourds de 10 000 tonnes, dont les premières unités, la classe Trento seront mises en service en 1928-29, le chef d'état-major général de la Marine, le vice-amiral Henri Salaün, fait étudier, en 1926, un projet de navires « tueurs de croiseurs », définis comme des navires de ligne d'un tonnage égal à la moitié du tonnage maximum que le traité de Washington a fixé, pour construire des cuirassés, soit 17 500 tonnes. Pour l'artillerie principale, on envisage deux tourelles quadruples de 305 mm, à l'avant, combinant ainsi le choix des tourelles quadruples cher aux ingénieurs français pour la classe Normandie et le choix du tout à l'avant des Britanniques pour la classe Nelson, la protection doit permettre de résister aux obus de 203 mm, et la vitesse doit atteindre 34 à 35 nœuds. Ces navires, très proches, par le tonnage et l'artillerie principale, des premiers croiseurs de bataille anglais, HMS Invincible et HMS Inflexible, dont on a vu l'efficacité contre les croiseurs-cuirassés allemands armés de pièces de 210 mm, aux batailles des Îles Falklands, ou du Dogger Bank, ont une protection insuffisante pour figurer dans la ligne de bataille, la démonstration en a été faite au Jutland.

#### Les croiseurs de bataille de37 000 tx
En 1927-28, et alors que le vice-amiral Violette est le nouveau Chef d'État-Major Général de la Marine, les études sont orientées vers des navires d'un déplacement supérieur, définis comme des « croiseurs de bataille de 37 000 tonnes ». Il s'agit en fait de réfléchir à la construction de cuirassés de 35 000 tonnes, un déplacement « normal » de 37 000 tonnes, correspondant à un déplacement « standard », tel que défini par le traité de Washington, de 32 000 à 33 000 tonnes. Les plans retrouvés montrent des navires, ayant une silhouette inspirée des croiseurs de la classe Suffren, avec deux cheminées inclinées, portant trois tourelles d'artillerie principale, deux superposées à l'avant, une à l'arrière, une artillerie secondaire de 130 mm en tourelles quadruples et une artillerie antiaérienne constituée d'affûts simples de 90 mm, vraisemblablement le modèle 1926 qui a été mis en place sur les croiseurs lourds Colbert et Foch. Les installations d'aviation sont situées au centre des navires, avec deux catapultes latérales, une grue entre les cheminées et un hangar accueillant quatre hydravions, entre la cheminée avant et le bloc passerelle.
Deux types de navires ont été dessinés, le premier, qui date de 1927-28, aurait eu une artillerie principale de douze canons de 305 mm, en trois tourelles quadruples, une artillerie secondaire anti-navires de douze canons de 130 mm, en trois tourelles quadruples, deux tourelles latérales à l'avant, un peu en retrait des tourelles d'artillerie principales et la troisième superposée à la troisième tourelle d'artillerie principale, à l'arrière, l'artillerie antiaérienne en huit canons de 90 mm AA, et douze tubes de 37 mm AA Modèle 1925, et enfin deux plates-formes triples de tubes lance-torpilles. La protection aurait comporté une ceinture blindée verticale de 220 à 280 mm, un pont blindé principal de 75 mm et, pour la protection anti-torpilles, des compartiments, situés entre une cloison longitudinale de 50 mm et la coque, servant de soutes à mazout mais également à charbon, même sans avoir de chaudières fonctionnant au charbon, comme c'était le cas sur les croiseurs Foch et Dupleix. La propulsion aurait retenu la même disposition que sur les croiseurs Duquesne et Tourville, en deux groupes associant turbines et chaudières, entraînant chacun deux lignes d'arbres, mais avec trois chaudières Guyot du Temple au lieu de deux dans chaque ensemble, développant ainsi 180 000 ch, pour obtenir une vitesse de 33 nœuds, grâce à une coque de 254 m de long pour 30,5 m de large. Le second type, datant de 1928, aurait été un cuirassé rapide, plutôt qu'un croiseur de bataille, avec trois tourelles doubles de 406 mm, et quatre tourelles quadruples de 130 mm, dont deux situées sur la plage arrière, en dessous de la troisième tourelle d'artillerie principale. L'autre différence importante résidait dans la propulsion, moins puissante, sans doute d'un tiers, une coque un peu plus courte, (235 m), et plus large, (31 m), d'où une vitesse de 27 nœuds, le gain de poids sur les machines et la coque plus courte permettant un meilleur blindage.
Mais la construction de bâtiments de cette taille, avec une coque de 235 m ou plus, aurait excédé les capacités techniques des chantiers de construction navale français, dont la plus grande forme de construction dans un arsenal, le bassin du Salou, à Brest, n'a que 200 m. Les chantiers britanniques avaient déjà construit de grands transatlantiques, comme le Titanic ou son sister-ship, le RMS Olympic ou le RMS Aquitania qui atteignaient ou dépassaient 270 m. Les Allemands ont construit des transatlantiques encore plus longs, notamment celui qui a alors la plus grande jauge au monde, le SS Bismarck, confisqué par les Alliés à la fin de la guerre, exploité par la White Star Line sous le nom de RMS Majestic, et qui mesurait 290 m. Mais le plus grand navire français de l'époque est l'Île-de-France mis en service en 1927, de 245 m, seulement. Et pour le futur transatlantique géant Normandie qui dépassera 313 m, il faudra que les Ateliers et Chantiers de la Loire à Penhoët, construisent une nouvelle cale de construction, dite cale no 1. La construction de nouvelles cales de construction, s'ajoutant au coût de la construction proprement dite, aurait déséquilibré complètement le budget de la Marine nationale, et compromis le programme de construction des autres types de navires, les croiseurs, les contre-torpilleurs et torpilleurs, et les sous-marins, prévus par le Statut Naval.

### Au tournant des années 1930

#### Le cuirassé de23 333 tW
Dans le même temps, des négociations ont eu lieu, depuis 1926, à Genève, devant le Comité Préparatoire pour le Désarmement de la Société des Nations, sur les suites à donner à la politique de désarmement naval initiée à Washington en 1922. On se dirige vers une prolongation, jusqu'en 1936, des « vacances navales », en ce qui concerne la construction de cuirassés, sauf pour la France et l'Italie qui n'ont toujours pas utilisé leur droit à mettre sur cale les remplacements de deux cuirassés anciens, nombre porté à trois pour la France, en raison de la perte accidentelle du France, de la classe Courbet, sur un rocher non signalé de la baie de Quiberon, en 1922. Le Gouvernement du Royaume-Uni pousse néanmoins fortement à un nouvel abaissement du déplacement maximal et du calibre maximum de l'artillerie principale des cuirassés à 25 000 tonnes et 305 mm. Or, le Gouvernement français ne veut pas être celui qui fera échouer cette politique de réduction des armements. L'Amirauté Française en revient à des navires plus petits, avec un déplacement de l'ordre de 23 333 tonnes. Un « croiseur protégé » de 23 690 t est étudié en 1929. Son artillerie principale se présente comme celle du croiseur de bataille de 37 000 tx, en trois tourelles de 305 mm, une triple et une quadruple, à l'avant, et une triple à l'arrière. L'artillerie secondaire est constituée de huit canons de 138 mm, calibre qui sera retenu sur les contre-torpilleurs à " 4 tuyaux" qui seront mis sur cale à partir de 1929, mais en tourelles doubles, à l'instar de ce que l'on trouvera sur la classe Mogador, et disposées comme sur le type de croiseur de bataille de 37 000 tx de 1928, deux à l'avant et deux à l'arrière. L'artillerie antiaérienne comporte huit tourelles doubles de 100 mm, nouveau calibre qu'on retrouvera sur le croiseur Algérie. Les machines sont constituées de trois compartiments à deux chaudières entourées de deux autres compartiments pour les turbines, ce qui permet l'évacuation des fumées par une cheminée unique, développant 100 000 ch pour une vitesse de 29 nœuds. Toutefois, le blindage se serait limité à une protection contre les obus de 203 mm des croiseurs lourds italiens. La silhouette ne comporte plus de mat tripode à l'avant, mais une tour, proche de ce qui sera fait sur le croiseur Algérie et préfigurant la silhouette du Dunkerque.

#### La riposte au «cuirassé de poche » allemand
Tout va changer lorsqu'en février 1929, la Reichsmarine allemande va mettre sur cale, en grande pompe, en présence du Président Hindenburg, la première unité de la nouvelle classe Deutschland. Il s'agit d'un navire dénommé « Panzerschiffe », c'est-à-dire « navire blindé ».

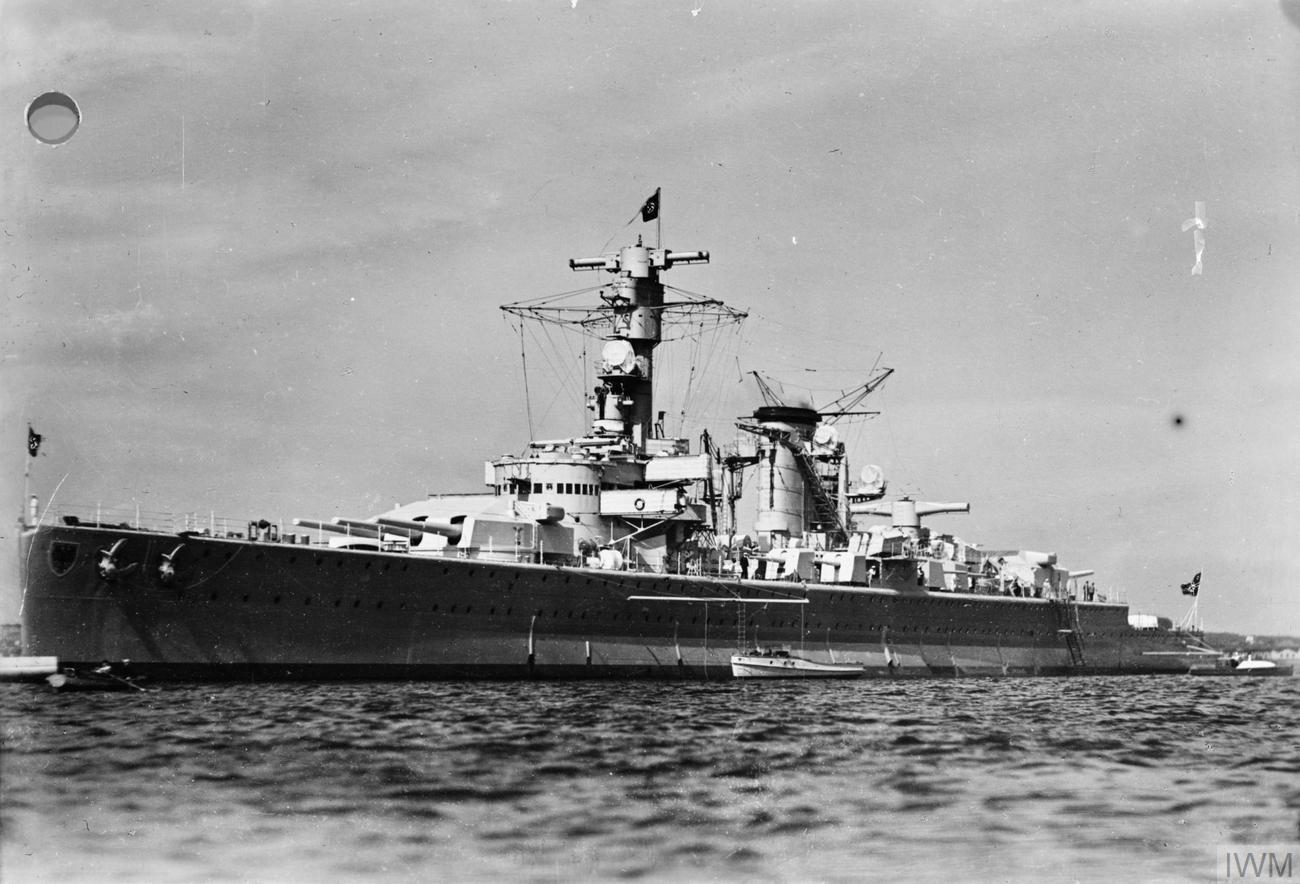
Le « Panzerschiffe » Deutschland mis sur cale en 1929, communément désigné comme un « cuirassé de poche »

D'un tonnage officiel de 10 000 tonnes, respectant donc le traité de Versailles, il doit porter deux tourelles triples de 280 mm, l'une à l'avant, l'autre à l'arrière, et être doté de moteurs diesel développant 56 000 ch, lui assurant un long rayon d'action et une vitesse maximale de 26 nœuds. C'est une réussite technique remarquable pour la construction navale allemande, le recours à la soudure plutôt qu'au rivetage permet d'économiser du poids, même si le déplacement réel est supérieur de 25 % au déplacement annoncé, ce qu'on ne sait pas à l'époque. Capable de distancer tous les navires de ligne à flot dans les eaux européennes, à l'exception de trois unités britanniques, le HMS Hood, et les HMS Renown et HMS Repulse, plus puissamment armé que tous les croiseurs respectant le traité de Washington, c'est une très sérieuse menace pour les routes maritimes commerciales. Ce type de navire fut communément qualifié par la presse britannique de « cuirassé de poche », alors qu'il s'agissait en réalité, comme l'indiquait sa dénomination allemande, d'un « croiseur-cuirassé ».
Après le Deutschland, furent mis sur cale deux unités supplémentaires, Admiral Scheer, en juin 1931, et Admiral Graf Spee, en octobre 1932.
Le Traité de Londres de 1930 a maintenu les droits de la France et de l'Italie au remplacement, avant 1936, de cuirassés anciens, dans la limite de 70 000 tonnes, qui leur avaient été octroyés par le traité de Washington de 1922 et qu'elles n'avaient pas utilisés. Mais le Gouvernement du Royaume-Uni maintient la pression en vue de l'accroissement des restrictions qualitatives sur les caractéristiques des cuirassés à construire, dans la perspective de la fin des « vacances navales », qui a été reportée au 31 décembre 1936. L'Amirauté française, pour des raisons politiques, financières et militaires se rallie à la solution du bâtiment de 23 333 tonnes, le bâtiment de 17 500 tonnes n'ayant pas une protection suffisante et celui de 35 000 tonnes outrepassant les capacités techniques et financières de la Marine nationale. Dans les deux premiers mois de 1931, une négociation avec l'Italie aboutit à des « bases d'accord », le 1er mars 1931, pour permettre la construction de deux cuirassés de 23 333 tonnes avant le 31 décembre 1936, mais l'arrangement définitif ne peut avoir lieu. La Regia Marina n'est en effet pas satisfaite du projet d'un cuirassé de 23 333 t portant six canons de 381 mm, en trois tourelles doubles avec une silhouette fortement inspirée du croiseur lourd Pola, alors en construction, et elle préfère voir venir, en préparant une très profonde reconstruction des cuirassés de la classe Conte di Cavour qui ont été désarmés et mis en réserve en 1928, dont on remplacera, à partir de 1933, l'artillerie et les machines, et en poursuivant les études sur un cuirassé de 35 000 tW.
Toutefois, pour la Marine nationale, l'objectif n'est plus désormais de construire un « tueur de croiseurs », mais de surclasser, en armement, en blindage et en vitesse, les « cuirassés de poche » allemands. Une vitesse de l'ordre de 30 nœuds, (et non plus 34-35 nœuds), deux tourelles quadruples à l'avant de plus de 305 mm, un blindage résistant aux obus de 280 mm, apparaissent compatibles avec un déplacement compris entre 23 333 et 28 000 tonnes. C'est ce qu'entérine le nouveau Chef d'état-major général de la marine, le vice-amiral Durand-Viel. Ce choix est âprement discuté. Les parlementaires comprennent mal pourquoi il faut un navire de plus de 25 000 tonnes pour contrer une unité qui n'en affiche que 10 000, au point que, dans la Tranche 1931 du Statut naval, ne sont votés, pour un cuirassé, que des crédits d'études. Mais il apparaît aussi qu'un calibre de 330 mm permettrait de surclasser les cuirassés italiens anciens, le recours à une artillerie secondaire à la fois anti-navires et antiaérienne étant compatible avec un déplacement de 26 500 tonnes, qui rendrait possible la protection contre les obus de 305 mm de ces mêmes cuirassés italiens. C'est la proposition du Chef d'état-major général au Ministre, qui est étudiée par les commissions parlementaires au début de 1932. Le Ministre de la Défense nationale, François Piétri, réussit, dans la nuit du 31 mars 1932, à faire inscrire les crédits pour la construction d'une telle unité, et la mise en chantier du Dunkerque est signée le 26 octobre 1932.

#### Face auScharnhorstet auLittorio
Initialement, le nombre des unités de la classe Deutschland devait être de six mais la construction du Dunkerque, qui surclasse les Deutschland, amena la marine allemande à mettre en construction une version améliorée, inspirée du projet des Ersatz Yorck de 1915. Les deux navires dont la construction est décidée, le 14 février 1934, qui auront les noms de Scharnhorst et de Gneisenau ne seront mis sur cale que plus d'un an après, tant la discussion est âpre en Allemagne sur leurs caractéristiques définitives mais, au total, c'est la seule classe de bâtiments, avec celle des Dunkerque, qui se situera dans la zone intermédiaire entre les cuirassés lourds et lents caractéristiques des années 1920, et les croiseurs de bataille, encore que dans les bâtiments allemands on ait plutôt privilégié la protection par rapport à l'armement alors que, sur les bâtiments français, c'est le choix inverse qui a été fait.

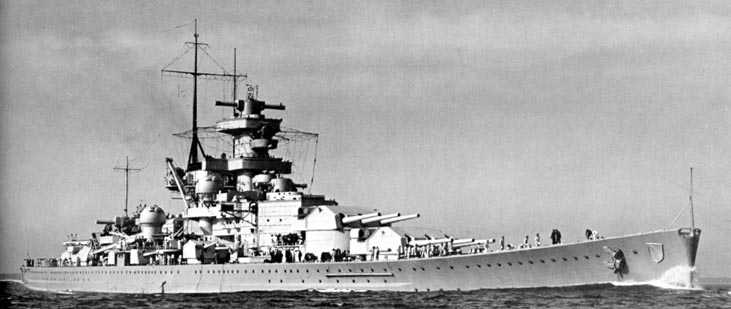
Le croiseur de bataille Scharnhorst, avant d'être doté, au printemps 1939, d'une étrave Atlantique et d'avoir le mat avant placé 27 m plus en arrière.

Ils sont aussi rapides mais plus lourds, avec un déplacement de 32 000 tonnes, et beaucoup plus fortement blindés que le Dunkerque, la ceinture blindée atteignant 350 mm et le blindage des tourelles 360 mm, ce qui équivalait au blindage qu'auront porté le Bismarck ou les cuirassés anglais de la classe King George V. Cependant, leur artillerie principale était constituée de trois tourelles triples au calibre de 280 mm seulement. La Kriegsmarine aurait préféré un calibre plus important, Adolf Hitler y était aussi favorable, parce que le Dunkerque portait des canons de 330 mm. Mais, au moment où le choix final devait être fait, l'Allemagne était en train de négocier le Traité naval germano-britannique de 1935 ; or les Britanniques étaient très attachés à une nouvelle limitation du calibre de l'artillerie principale des cuirassés. Ceci conduisit les Allemands à choisir, à regret, un canon amélioré du même calibre que celui du Deutschland, le modèle 28 cm SK C/34 au lieu du modèle 28 cm SK C/28. Comme les concepteurs du Dunkerque estimaient qu'il était capable de résister aux obus de 280 mm, il n'y avait aucune raison, pour les Français, de concevoir une classe de cuirassés plus puissants.
Mais, fin mai-début juin 1934, la construction de deux cuirassés de 35 000 tonnes, les premiers de cette taille mis en chantier depuis le traité de Washington de 1922, fut annoncée en Italie, auxquels furent donnés en octobre 1935 les noms de Littorio et Vittorio Veneto. Le temps était donc arrivé où la construction de cuirassés de la même taille devait être entreprise par la France. Mais le temps pressait, la définition d'un nouveau type de navire allait prendre du temps, le choix de nouveaux matériels, la passation de marchés différents, également, alors que les crédits pour la construction d'une seconde unité du type Dunkerque étaient inscrits à la « Tranche 1934 du statut naval ». Le Conseil supérieur de la Marine, le 25 juin 1934, recommanda à l'unanimité de ne pas modifier la Tranche 1934, et de lancer la construction d'une seconde unité du type Dunkerque en en améliorant la protection. Le 16 juillet 1934, la mise en chantier du Strasbourg est signée. Ce sera le dernier navire de ligne français d'un déplacement inférieur à 35 000 tonnes.

## Caractéristiques
Le Dunkerque était un bâtiment de 26 500 tonnes, d'une longueur de 215 m, avec un maître-bau de 31 m et un tirant d'eau de 8,5 m. Sa caractéristique principale était une artillerie principale de deux tourelles quadruples de 330 mm à l'avant, une ceinture blindée de 225 mm et un pont blindé principal de 115 à 125 mm et développant 112 500 ch, pour une vitesse de 29,5 nœuds.
Son devis de poids était le suivant.
| Parties constitutives du navire | Coque   | Installations de navigation | Artillerie | Protection de l'artillerie | Protection du flotteur | Machines | Combustible | Total    |
| ------------------------------- | ------- | --------------------------- | ---------- | -------------------------- | ---------------------- | -------- | ----------- | -------- |
| Poids                           | 7 011 t | 2 767 t                     | 4 858 t    | 2 676 t                    | 8 364 t                | 2 214 t  | 2 860 t     | 30 750 t |
| Pourcentage                     | 22,8 %  | 9 %                         | 15,8 %     | 8,7 %                      | 27,2 %                 | 7,2 %    | 9,3 %       | 100 %    |

On l'a vu, l'objectif poursuivi était d'avoir un bâtiment surclassant en armement et en vitesse un navire armé de six canons de 280 mm, et marchant à 26 nœuds. On observera que l'année même où était mis sur cale le Dunkerque, le Royaume-Uni était contraint de démolir, en application du traité de Washington, un bâtiment de 28 500 tonnes, long de 214 m, large de 27,6 m, armé de huit canons de 343 mm, en quatre tourelles doubles, protégé par une ceinture blindée de 230 mm, développant 85 000 ch, et marchant à 28 nœuds, donc aux caractéristiques proches du Dunkerque, le HMS Tiger, le dernier vétéran de la bataille du Jutland, très proche également des croiseurs de bataille japonais, de la classe Kongō. On comprend dès lors pourquoi certains estiment comme Henri Le Masson, que le Dunkerque était en fait plus un croiseur de bataille qu'un cuirassé.
Par comparaison avec le HMS Tiger, le recours à une disposition d'artillerie principale différente, en deux tourelles quadruples, au lieu de quatre tourelles doubles permettait d'avoir une puissance de feu presque équivalente, avec un gain de poids sensible, donc la possibilité de tourelles mieux protégées (330 mm au lieu de 200 à 230 mm), et une citadelle blindée plus concentrée, grâce à la disposition d'artillerie plus ramassée. Si le maitre-bau devait être un peu supérieur (31 m au lieu de 27,6 m), pour loger les barbettes de tourelles quadruples, des chaudières plus modernes, donc plus performantes en termes de rapport puissance/poids de machines donnaient la possibilité d'avoir une vitesse supérieure de 2 nœuds.
Mais parmi les solutions mises en œuvre sur le Dunkerque pour gagner du poids, un certain nombre avaient été inspirées de celles mises en œuvre pour la première fois sur les cuirassés de la classe Nelson. Mis en chantier fin 1922 et entrés en service en 1927, ils étaient les seuls à avoir été conçus dès l'origine en respectant les stipulations du traité de Washington. On citera en premier, évidemment, la concentration à l'avant de l'artillerie principale, ce qui permettait de renforcer le blindage, en le concentrant sur une « citadelle », couvrant les soutes de l'artillerie principale et les machines, dans moins de 60 % de la longueur entre parallèles. Turbines et chaudières installées à l'arrière du navire, à une moindre distance des hélices, permettaient d'évacuer les fumées par une seule cheminée.
Mais on n'omettra pas l'artillerie secondaire sous tourelles, concentrées sur l'arrière, ou l'inclinaison de la ceinture cuirassée, en retrait de la coque.

D'autres traits du HMS Nelson se retrouvent sur le Dunkerque, comme la superstructure en « château », qui permet de disposer de plus d'espace pour le commandement et l'état-major d'un amiral, et d'installer, au sommet de la tour avant, les installations de conduite de tir centralisée, plutôt qu'au sommet de mats tripodes.
Pour autant les deux classes différaient profondément, par l'épaisseur du blindage de la coque, considérable sur le HMS Nelson (356 mm de ceinture et 159 mm pour le pont blindé), et la puissance de l'artillerie principale (neuf 406 mm) qui étaient les caractéristiques prioritaires aux yeux de l'Amirauté britannique, pour surclasser les plus puissants cuirassés japonais ou américains alors que la grande vitesse (près de 30 nœuds) et un déplacement inférieur de près de 10 000 tonnes au déplacement maximal autorisé par le traité de Washington, étaient les figures imposées aux ingénieurs du Service Technique des Constructions Navales français. Mais on peut aussi considérer que l'évolution de la conception générale du Dunkerque par rapport à celle du « croiseur de bataille de 37 000 tx » reflétait aussi les changements intervenus dans la conception du croiseur type Algérie par rapport au croiseur type Suffren.

### Armement

#### L'artillerie principale

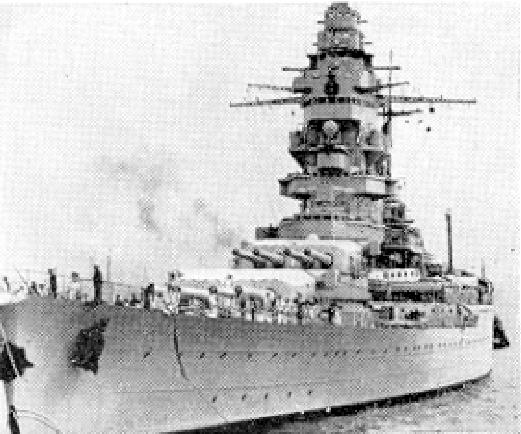
Le Dunkerque en 1939 avec ses deux tourelles quadruples à l'avant.

On a vu plus haut l'importance de la disposition d'artillerie principale en deux tourelles quadruples à l'avant, une disposition jamais mise en œuvre auparavant. La disposition de l'artillerie principale avec trois tourelles triples, toutes à l'avant, avait, certes, déjà été adoptée sur les cuirassés de la classe Nelson. Mais la troisième tourelle, placée devant la tour de la superstructure, avait un champ de tir sur l'avant réduit par les deux autres tourelles, car il était apparu trop coûteux en poids de blindage de la barbette de la mettre en position de superposition de la deuxième tourelle déjà superposée à la première. La solution de deux tourelles quadruples superposées permettait d'avoir un champ de tir totalement dégagé, tout en présentant une cible particulièrement réduite en largeur, au cours de la phase où l'on se rapproche de l'adversaire. Au moment où le Dunkerque est mis en chantier, il est plus puissant que tous les navires, italiens ou allemands, plus rapides que lui. L'option d'une artillerie principale disposée entièrement en chasse, a semblé alors justifiée, dès lors qu'il n'y avait, dans les eaux européennes, que des navires anglais, donc alliés, qui fussent plus puissants que le Dunkerque, et devant lesquels il lui eût été nécessaire de se retirer. Cette disposition d'artillerie sera retenue également pour les deux premiers cuirassés français de 35 000 tonnes. Toutefois, des doutes apparaîtront assez vite sur son bien-fondé, puisque dès décembre 1937, alors que le Dunkerque est encore en essais, on envisage une disposition différente qui sera retenue pour le cuirassé Gascogne, en 1938. Dès le début de la guerre, la bataille du Rio de la Plata (13 décembre 1939) montrera que l’Admiral Graf Spee dont l'artillerie était la plus puissante aurait dû garder ses adversaires à distance, et donc que le navire le plus puissamment armé doit pouvoir combattre en retraite. À Mers el-Kébir, cette disposition des canons de 330 mm s'est révélée aussi un redoutable handicap.
Le recours à deux tourelles quadruples comportait d'autres inconvénients. Le premier était un risque de voir mettre hors de combat, par un seul impact malchanceux, la moitié de l'artillerie principale. C'est pourquoi une cloison blindée de 25 à 45 mm d'épaisseur séparait en deux chaque tourelle pour permettre de localiser les effets d'un coup reçu. On en vérifiera l'efficacité à Mers el-Kébir avec le premier obus de 381 mm qui frappa le Dunkerque. On pouvait craindre, pire encore, qu'un seul obus ennemi détruise les deux tourelles, soit la totalité de l'artillerie principale. Pour pallier ce risque, les deux tourelles sur le Dunkerque étaient situées à 27 m l'une de l'autre, alors qu'il y avait 19 m entre les tourelles A et B, et 23 m entre les tourelles B et C du HMS Nelson.
La barbette d'une tourelle est d'une dimension d'autant plus grande que le nombre des canons et leur calibre sont plus grands. Les cuirassés de la classe Nelson portaient des tourelles triples de 406 mm sur une coque ayant un maître-bau de 32 m. Avec un maître-bau de 31 m, on envisagea, sur le Dunkerque, des tourelles quadruples de 340 mm, comme on l'avait prévu sur les cuirassés de la classe Normandie dont la largeur maximale était de 27 m, avant de se résoudre à le doter de canons de calibre de 330 mm, canon nouveau qu'il fallait développer. Par ailleurs, pour réduire la taille de la barbette, les canons au lieu d'être montés sur un affût individuel, étaient montés sur un affût commun par paire, dans chaque demi-tourelle. On remarquera que ce ne sera pas le cas pour les tourelles quadruples de 356 mm des cuirassés de la classe King George V dont le maître-bau sera, il est vrai, de 34,3 m. Mais, sur les navires français, les canons des demi-tourelles se trouvaient alors si proches l'un de l'autre, 1,69 m d'entraxe entre les canons d'une même demi-tourelle, contre 2,54 m entre les canons centraux des tourelles, qu'en cas de tir par salves, se produisait entre les obus un effet de sillage qui entraînait une dispersion excessive, de 200 à 1 100 m. La solution de ce problème ne sera trouvée, sur le Richelieu qui souffre du même défaut, qu'en 1948.
Les tourelles quadruples de 330 mm construites par Saint-Chamond avaient un poids de 1 497 tonnes. L'élévation maximale des canons était de 35°, et, avec une vitesse initiale de 870 m/s, la portée à cette élévation était de 41 500 m, ce qui indique une trajectoire assez plate. La cadence de tir était d'un coup toutes les 40 secondes (1,5 coup par minute) voire toutes les 30 secondes (2 coups par minute). Les tourelles avaient été conçues pour que les canons pussent être chargés à toute élévation, pour soutenir la meilleure cadence de tir, mais les incidents de fonctionnement (bourrage des obus dans la culasse aux angles de pointage élevés) étaient fréquents et en fait les canons étaient rechargés à l'élévation de 15°. La vitesse de rotation des tourelles était de 5°/seconde, et la vitesse d'élévation des canons de 6°/s.
L'obus du canon de 330 mm/50 modèle 1931 mesurait 1,65 m et pesait 570 kg, presque deux fois le poids de l'obus de 280 mm du Deutschland (300 kg) ou de l'obus de perforation du Scharnhorst (336 kg). Le poids des obus des cuirassés italiens était de 452 kg pour les canons de 305 mm, et de 525 kg pour les canons de 320 mm, après reconstruction. Les cuirassés britanniques qui bombardèrent les navires français à Mers el-Kébir tiraient des obus de 875 kg. Cet « Obus de Perforation Modèle 1935 » (OPf Mle 1935) existait en deux versions, l'OPf et l'OPfK, ce dernier comportant un dispositif explosif (dit « dispositif K ») pour colorer les gerbes et les parties touchées de l'adversaire, de façon à faciliter le réglage des tirs, en cas de concentration, sur la même cible, de plusieurs navires dont les canons provoquent des gerbes de taille identique. Le dispositif était installé dans la pointe de la coiffe de l'OPfK, qui pouvait être retirée pour changer le colorant (sans doute rouge pour le Dunkerque et vert pour le Strasbourg). La dotation en OPf Mle 1935 était de 456 pour la tourelle I et 440 pour la tourelle II. Il semblerait qu'un « Obus Explosif en Acier Modèle 1935 » ait été testé, mais aucune munition du type OEA Mle 1935 ne figure dans les inventaires du temps de guerre des navires.

#### L'artillerie secondaire
L'artillerie secondaire principalement installée à l'arrière était aussi reprise de la classe Nelson. Mais là encore, le Dunkerque innovait, avec une artillerie que l'on voulait à la fois anti-navire et antiaérienne à longue portée et qui sera prise comme modèle pour les cuirassés de la classe King George V. Trois tourelles quadruples blindées (tourelles V, VI, et VII), d'un poids de 200 tonnes et de mêmes caractéristiques que l'artillerie principale (en demi-tourelles dont les canons partageaient le même affût avec un entraxe de 0,55 m entre canons de la même demi-tourelle et de 2,45 m entre les canons centraux des tourelles), étaient installées à l'arrière, une axiale au-dessus du hangar d'aviation et deux latérales. Deux tourelles doubles latérales (tourelles III et IV), n'ayant qu'un blindage pare-éclats, étaient installées au milieu du bâtiment.
Le calibre de 130 mm qui a été retenu fut, à l'expérience, jugé trop faible dans l'utilisation anti-navire. On observera que ce calibre était celui des contre-torpilleurs de la classe Chacal et des torpilleurs des classes Bourrasque et Adroit, lancés de 1924 à 1929. Les bâtiments construits ultérieurement (classes Bison ou Le Fantasque), lancés de 1928 à 1934, porteront des canons de 138,6 mm que l'on a vu figurer comme artillerie secondaire anti-navires sur le projet de « croiseur protégé » de 23 690 tonnes datant de 1929. On remarquera que le calibre de 130 mm se situait exactement au milieu de la fourchette des calibres des artilleries secondaires à double usage des cuirassés construits à la fin des années 1930 par les marines américaine (5 pouces, soit 127 mm) et britannique (5,25 pouces soit exactement 133,35 mm).
Les canons de 130 mm en tir anti-navire expédiaient des OPf Mle 1933 de 33,4 kg avec une portée maximale de 20 800 m, à une élévation de 45° et une vitesse initiale de 800 m/s. Pour le tir antiaérien, les canons avaient une élévation maximale de 75° et tiraient des Obus Explosifs en Acier (OEA Mle 1934) de 29,5 kg avec une vitesse initiale de 840 m/s. La dotation en obus de 130 mm était au total de 6 400 coups, soit 400 par pièce, à raison de 2 000 coups anti-navire et le reste antiaériens et Obus Éclairants (OEcl Mle 1934 de 30 kg). La cadence maximale de tir était de 10 à 12 coups par minute. La vitesse de rotation des tourelles était de 12°/s et la vitesse d'élévation des canons de 8°/s.
Cette artillerie ne fut pas considérée comme performante, étant jugée fragile et compliquée, trop faible contre les navires, on l'a vu, et trop lourde et trop lente contre les buts aériens. Il est vrai que les canons américains de 127 mm/38 calibres, utilisés en tourelles doubles, comme artillerie secondaire sur les cuirassés des classes North Carolina et South Dakota, sur les porte-avions, notamment de la classe Essex, et nombre de croiseurs, avaient un débit plus élevé, de l'ordre de 15 coups par minute voire plus (jusqu'à 22 coups par minute pour de brèves séquences de tir). Mais ils disposaient surtout d'un système de direction de tir, Mk37 GFCS, très performant et constamment amélioré pendant toute la durée du conflit mondial. Du côté de la Royal Navy, les canons de 133,5 mm utilisés d'abord sur les cuirassés de la classe King George V puis sur les croiseurs des classes Dido et suivantes, dont la cadence de tir était à l'origine équivalente à celle des 130 mm français, n'ont été jugés performants qu'avec le système de télécommande RP10Mk2, et le système de contrôle de tir antiaérien HACS, dans la version mise en œuvre sur le dernier cuirassé de la série, HMS Anson, et sur les croiseurs de la sous-classe Bellona. Or le système de télécommande des tourelles de 130 mm des cuirassés français n'a jamais correctement fonctionné alors que la télécommande des pièces de 75 mm et de 90 mm AA donnait satisaction, et que le radar français installé en 1941 sur le Richelieu et en 1942 sur le Strasbourg et le Jean-Bart n'en était qu'à ses balbutiements.

#### L'artillerie antiaérienne
L'artillerie antiaérienne à courte portée était constituée de canons de 37 mm en affûts doubles et de mitrailleuses de 13,2 mm.
Le canon de 37 mm CA a été très utilisé comme arme légère contre-avions par la Marine nationale à la fin des années 1920. En affût simple, le Modèle 1925 fut installé sur les croiseurs de 10 000 t ; le 37 mm CAD Modèle 1933, une version améliorée semi-automatique et en affût double, fut mise au point mais sa cadence de tir, en théorie de 30 à 40 coups par minute, n'était en pratique que de 15 à 20 coups par minute. Or, à cette époque, certains canons antiaériens d'un calibre équivalent avaient déjà des cadences de tir bien plus élevées, comme le Pom-Pom britannique tirant 200 coups par minute ou le Bofors 40 mm/L60 tirant à 120 coups par minute. On décida donc de développer, pour le nouveau cuirassé, une version entièrement automatique, le 37 mm ACAD Modèle 1935, pouvant tirer à 200 coups par minute, avec un poste de télémétrie dédié. Sa mise au point fut beaucoup plus longue et difficile que prévu, et il apparut très vite qu'il ne serait pas disponible pour en doter le Dunkerque à sa mise en service. Pendant toute sa période d'essais, celui-ci n'eut pas d'autre Défense Contre Avions rapprochée que des mitrailleuses Hotchkiss de 13,2 mm ; il reçut à sa mise en service six affûts simples de 37 mm CAS Modèle 1925 qui furent démontés en 1938 pour être remplacés, en février 1939, par quatre affûts doubles de 37 mm CAD Modèle 1933, un cinquième affût de 37 mm CAD Modèle 1933 étant installé en août 1939,.
Le Dunkerque reçut par ailleurs huit affûts de mitrailleuses Hotchkiss de 13,2 mm avec une vitesse initiale de 800 m/s, tirant à 1 600 m en tir vertical, à la cadence théorique de 450 coups par minute, en fait plutôt de 150 coups par minute.

#### Les installations de direction de tir et la veille optique
La conception du Dunkerque s'inspirait encore des cuirassés britanniques de classe Nelson par une superstructure comportant un château central massif avec pour la première fois un ascenseur intérieur surmonté de trois télépointeurs montés sur le même axe, ce qui représentait un poids important (85 tonnes) dans les hauts. De bas en haut, on trouvait un télépointeur pour l'artillerie principale (télépointeur A) pesant 45 tonnes, avec un télémètre stéreoscopique triplex OPL (Optique de Précision de Levallois-Perret) de 12 m, qui a été remplacé par un télémètre OPL de 14 mètres en 1940 ; deux télépointeurs (télépointeurs 1 et 2) pour l'artillerie secondaire de 130 mm, l'un de 25 tonnes pour l'usage anti-navires avec un télémètre stéreoscopique duplex OPL de 6 m, l'autre de 20 tonnes pour l'usage antiaérien, avec un télémètre stéreoscopique duplex OPL de 5 m. Derrière la cheminée unique, une seconde tour était constituée de deux télépointeurs équipés de télémètres stéreoscopiques duplex OPL, de 8 m pour l'artillerie principale (télépointeur B) et de 6 m pour l'artillerie de 130 mm (télépointeur 3). Tous les télépointeurs étaient étanches aux gaz et dotés d'un blindage pare-éclats.
Un télépointeur avec un télémètre OPL de 5 m, à usage tactique pour la majorité, était installé sur le toit du blockhaus du Dunkerque (il était placé sur le Strasbourg au dernier étage de la tour avant), et deux télépointeurs avec un télémètre stéreoscopique SOM (Société d'Optique et de Mécanique de haute précision) étaient installés sur les côtés de la tour avant, pour le tir de nuit.
Un télémètre stéreoscopique duplex OPL de 12 m était installé dans chaque tourelle d'artillerie principale et un télémètre stéreoscopique OPL de 6 m dans chaque tourelle quadruple de 130 mm.
La veille optique était assurée :
- pour les navires de surface, par trois postes de veille de chaque bord dans la tour avant ;
- pour les avions, par cinq postes de veille de chaque bord sur la plate-forme de veille moyenne (étage 3) à hauteur de la passerelle de navigation ;
- et pour les mines et les torpilles, par cinq postes de veille de chaque bord sur la plate-forme de veille haute (étage 8).

Le Dunkerque disposait de sept projecteurs de 120 cm, deux de chaque côté et un sur l'avant de la tour avant sur la plate forme 6 (le Strasbourg n'avait que deux projecteurs sur l'avant de la tour) et quatre entre la cheminée et la tour arrière.

#### Les installations d'aviation
Des installations d'aviation (un hangar, une catapulte et une grue) étaient particulièrement complètes et bien conçues ; elles constituaient une avancée majeure par rapport aux installations des cuirassés plus anciens des années 1920 comme le cuirassé rapide HMS Hood qui avait été équipé en 1929 d'une catapulte à l'arrière, enlevée en 1932 car elle était fréquemment rincée dans les eaux tumultueuses de l'Atlantique Nord en raison d'un manque de franc-bord à l'arrière.
Une catapulte unique de 22 m de long, orientable, à air comprimé, était installée dans l'axe du pont arrière et pouvait projeter un aéronef de 3 500 kg à 103 km/h. Au retour, les hydravions se posaient à côté du cuirassé et étaient hissés à bord par la grue qui pouvait soulever 4,5 tonnes.
Trois hydravions, initialement des Gourdou-Leseurre GL-832 HY puis des Loire 130, pouvaient être accueillis, deux avec les ailes repliées dans le hangar à deux étages, sur les plates-formes de l'ascenseur qui y était installé, et un troisième sur la catapulte ; un quatrième pouvait éventuellement se trouver sur le toit du hangar. Le hangar abritait aussi des ateliers de réparation et de maintenance.
Les Loire 130 étaient des hydravions à coque monomoteurs (un Hispano-Suiza 12 cylindres de 720 ch). Pesant 3 500 kg à pleine charge, leur vitesse maximale était de 210 km/h, leur plafond de 6 500 m et leur endurance de 7 h 30 à 150 km/h. Ils avaient un équipage de trois hommes, étaient armés de deux mitrailleuses de 7,5 mm et pouvaient emporter deux bombes de 75 kg.

### Protection
La protection des navires de la classe Dunkerque, avec une ceinture blindée de 225 mm, était la plus légère des cuirassés construits après 1920, d'où parfois leur appellation de « croiseur de bataille ». En tout cas, ils souffraient des effets du souffle et du recul lors des tirs de leurs propres pièces de 330 mm.
La protection sur le Dunkerque absorbait un pourcentage de 35,9 % du déplacement ; c'était le plus fort pourcentage de l'époque dans la Marine nationale française.

#### Blindage
La ceinture cuirassée s'étendait sur 126 m, soit environ 60 % de la longueur de la coque, laissant une longue plage avant non protégée. Elle était inclinée à 11°30' et avait une épaisseur de 225 mm, allant de 3,42 m au-dessus de la ligne de flottaison à 2,24 m en dessous et s'étendant depuis les soutes de l'artillerie principale à l'avant jusqu'aux soutes des tourelles d'artillerie secondaire à l'arrière.
L'épaisseur pour la traverse avant était de 210 mm ; pour la traverse arrière de 180 mm ;
pour le pont blindé supérieur de 115 à 125 mm ; pour le pont blindé inférieur de 40 mm ;
pour le blockhaus de 270 mm à l'avant, 220 mm à l'arrière et 210 mm sur le toit.
Pour les tourelles principales, la barbette avait une épaisseur de 310 mm, la face inclinée à 30° de 330 mm, le plafond de 150 mm, l'arrière de 345 mm à la tourelle I et de 335 mm à la tourelle II.
Pour les tourelles quadruples de 130 mm, la barbette avait une épaisseur de 120 mm, la face avant de 135 mm, le plafond 90 mm et l'arrière de 80 mm ;
pour les tourelles doubles de 130 mm l'épaisseur était de 20 mm.

#### Protection sous-marine
Le principe retenu pour la protection sous-marine était un « sandwich » de cloisons blindées longitudinales d'une épaisseur qui varie de 16 mm à 50 mm, et de compartiments, certains remplis d'un composé à base de caoutchouc, l'« ébonite mousse », ou vides, ou servant de réservoirs de carburant.
Le compartiment extérieur à la ceinture blindée avait une profondeur maximale de 1,5 m et était rempli d'ébonite mousse. Il y avait ensuite une cloison de 16 mm d'épaisseur, puis un compartiment de 0,9 m de profondeur, puis un réservoir de combustible de 3,90 m de profondeur, puis une cloison de 10 mm d'épaisseur, puis un compartiment vide de 0,70 m de profondeur, enfin une cloison de 30 mm pare-torpille en acier spécial. À hauteur des soutes des tourelles de 330 mm, l'épaisseur de la cloison pare-torpilles est portée à 50 mm ; le réservoir de carburant est remplacé par un compartiment de même épaisseur rempli d'ébonite-mousse. La largeur maximale était de 7,50 m. Cette épaisseur de la protection sous-marine excède celle des cuirassés existants, sur lesquels elle ne dépasse pas 5 m.
À Mers el-Kébir le 6 juillet 1940, cette protection fut assez efficace lorsque quatorze grenades sous-marines du patrouilleur Esterel explosèrent à proximité de la coque du Dunkerque mais c'est l'ordre de noyer les soutes des tourelles de 330 mm, donné dès le début de l'attaque aérienne, qui sauva le cuirassé d'une probable perte totale.

### Propulsion
La propulsion était assurée par six chaudières de l'Établissement des constructions navales d'Indret alimentant quatre groupes de turbines à engrenages Parsons entraînant quatre hélices tripales d'un diamètre de 4,20 m sur le Dunkerque. Les machines étaient disposées en cinq salles : d'avant en arrière, la salle des chaudières no 1, placée sous la tour avant, avec la rue de chauffe no 1 et deux chaudières, numérotées 11 et 12 de bâbord à tribord, puis la salle de turbines avant, dont les deux groupes de turbines, comportant deux turbines à haute pression, une turbine à moyenne pression et une turbine à basse pression entraînaient les hélices extérieures, puis deux salles de chaudières placées sous la cheminée, avec les deux rues de chauffe correspondantes no 2 et no 3, avec dans la salle centrale, les chaudières no 21 et no 22, dans la salle arrière les chaudières no 31 et no 32, enfin la salle des turbines arrière, qui entrainaient les hélices intérieures. Les turbo générateurs pour la production d'énergie électrique étaient installés dans les deux salles de turbines. Cette disposition, regroupant les machines en deux ensembles comportant chacun chaudières et turbines était une innovation pour les cuirassés. Les projets français de cuirassés de 17 500 tonnes avaient déjà retenu cette disposition, mise en œuvre sur les premiers croiseurs français de 10 000 tW pour éviter que ces navires très peu protégés puissent se trouver privés de toute puissance motrice par un seul impact malheureux, qui aurait mis en avarie soit les chaudières soit les turbines.
La vitesse de 15,5 nœuds était atteinte avec 25 % de la puissance sur deux lignes d'arbres, 22,5 nœuds avec la même puissance sur quatre lignes d'arbres, et les deux turbines à haute pression de chacun des quatre groupes étaient mises en route quand la puissance nécessaire atteignait entre 35 et 50 % de la puissance normale. La puissance normale développée était de 112 500 ch, pour une vitesse de 29,5 nœuds. Aux essais de vitesse de mai 1936 pour le Dunkerque, et de juillet 1938 pour le Strasbourg, la vitesse de 31 nœuds a été atteinte et même dépassée aux essais tous feux poussés de la « 9e heure », avec des puissances respectives de l'ordre de 132 000 ch à 135 000 ch.
La contenance maximale des soutes était de 4 500 tonnes à 5 000 tonnes. Mais pour les opérations de guerre, elle était limitée à 3 700 tonnes pour laisser vides un certain nombre de compartiments, non seulement pour pouvoir les remplir pour contrebalancer une gîte, mais aussi parce qu'un compartiment plein n'atténue pas mais amplifie l'onde de choc d'une explosion de torpille. La distance franchissable varie de 7 850 milles nautiques à 15 nœuds à 2 450 milles nautiques à 28 nœuds.
Les essais à la mer ont montré que la fumée de la cheminée était gênante pour les installations de télépointage du château. Le Dunkerque et le Strasbourg ont donc été dotés, en 1938, d'une coiffe de cheminée dite « en volute » plus importante que l'ancien capot « en sifflet ». L'expérience de la navigation pendant l'hiver 1939-1940 a aussi montré que l'avant de ces bâtiments « souffrait » par gros temps dans l'Atlantique Nord. L'un des amiraux ayant eu sa marque à bord les traitera de « coques de bassin des carènes ». Le même problème a été observé d'ailleurs sur les Scharnhorst et Gneisenau allemands au cours de l'hiver 1939-1940 et au début de la campagne de Norvège au printemps 1940, ceci bien qu'ils furent dotés en 1938/39 d'une étrave dite « atlantique ».

## Carrière
Le Dunkerque est mis sur cale à Brest le 24 décembre 1932, dans le bassin du Salou. Il est lancé le 2 octobre 1935, plus exactement le bassin est mis en eau, et le bâtiment auquel il manque 17 m à l'avant, car le bassin ne fait que 200 m, est remorqué dans un bassin de Laninon, où la partie manquante est mise en place. Cette procédure se renouvellera pour le Richelieu et le Clemenceau. Il effectue ses essais de mi-avril 1936 à fin avril 1937, et est admis en service actif le 1er mai 1937. Il représente la France en mai 1937 à la revue navale anglaise de Spithead à l'occasion du couronnement du nouveau roi d'Angleterre Georges VI.
Le Strasbourg est construit sur la cale de construction no 1 des Chantiers de Penhoët à Saint-Nazaire, où a été construit le transatlantique Normandie, à partir de novembre 1934. Il rallie Brest pour armement et essais en juin 1938. Il est admis en service actif fin avril 1939, et constitue avec le Dunkerque la 1re Division de Ligne, qui ne sera dissoute qu'après Mers el-Kebir.

### Pendant la Drôle de guerre
Dès le 3 septembre 1939, une Force de Raid composée de bâtiments rapides (Dunkerque, Strasbourg, croiseurs et grands contre-torpilleurs) est basée à Brest, sous les ordres du Vice-amiral d'escadre Gensoul qui a sa marque sur le Dunkerque. En octobre-novembre 1939, le Dunkerque participe avec la Royal Navy à la protection des routes commerciales maritimes contre les grands bâtiments de surface allemands. Tandis que le Strasbourg et le porte-avions HMS Hermes cherchent le cuirassé de poche Admiral Graf Spee au large des îles du Cap-Vert, une escadre franco-britannique, qui associe le Dunkerque et le HMS Hood, recherche, dans le mauvais temps de l'Atlantique Nord, les Scharnhorst et Gneisenau, qui se sont signalés en envoyant par le fond le croiseur auxiliaire HMS Rawalpindi, le 23 novembre 1939. En décembre, le Dunkerque prend part au transfert au Canada d'une partie de la réserve d'or de la Banque de France.
Devant l'attitude inquiétante de l'Italie, la Force de Raid passe définitivement en Méditerranée, fin avril 1940. C'est après l'armistice de juin 1940, alors qu'ils sont stationnés à Mers el-Kebir, en instance de démobilisation, que les navires de ligne français reçoivent un ultimatum britannique de rallier un port anglais ou de se saborder, sinon ils devront être coulés (Opération Catapult). C'est la Force H, commandée par l'amiral Somerville qui est chargée de l'exécution.

### De Mers-el-Kébir au sabordage de Toulon

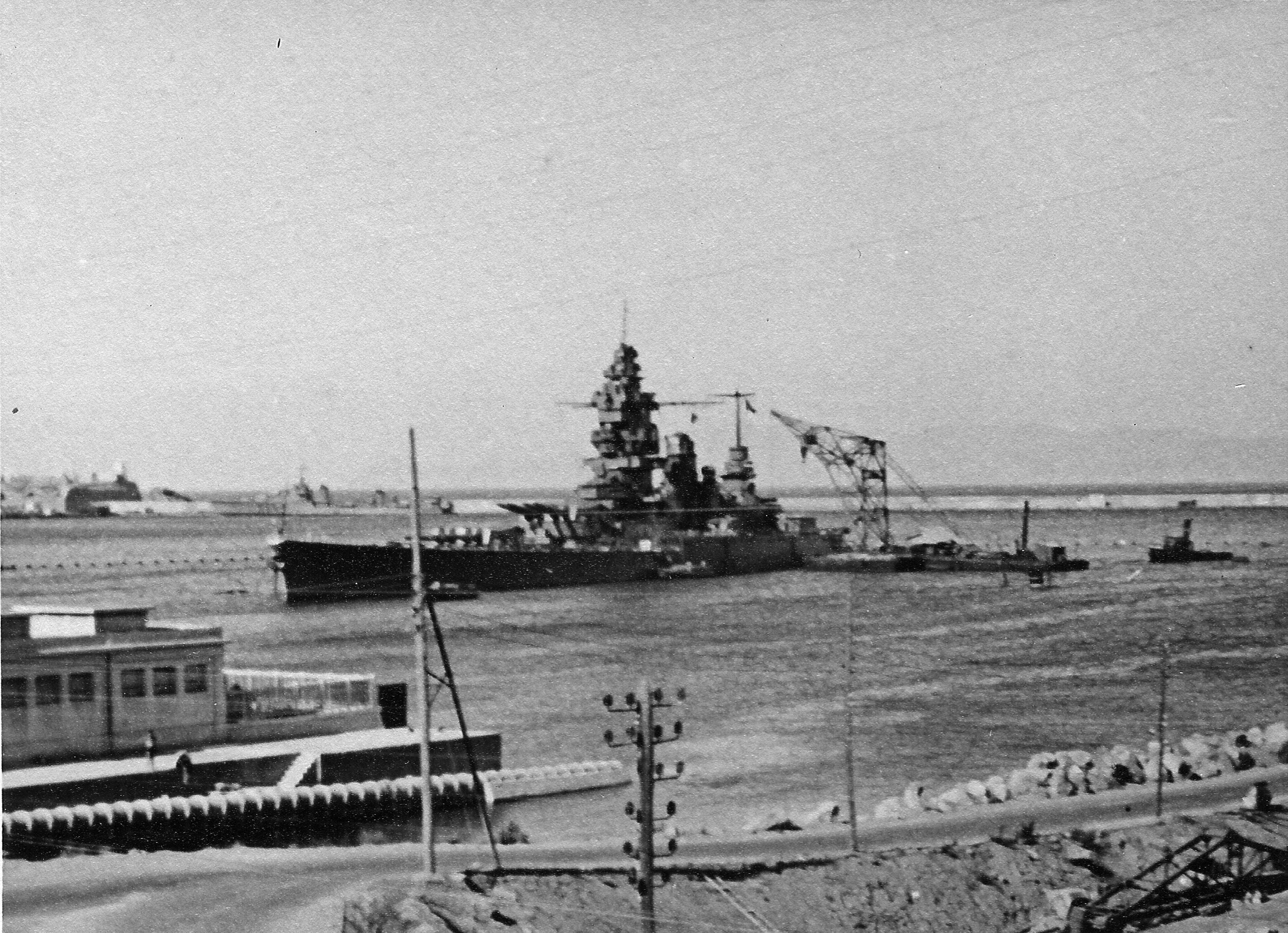
En rade de Mers-el-Kébir.

La situation, ce 3 juillet 1940 en fin d'après-midi, se caractérise par une double surprise, surprise stratégique, parce que jusqu'au dernier moment, les équipages français s'interrogent pour savoir si les cuirassés britanniques vont les canonner, hypothèse pour laquelle les navires français n'ont pas même été conçus, surprise tactique, parce qu'ils sont mouillés par l'avant, « cul à quai », face à des navires au large capables de manœuvrer. De ce fait, l'artillerie principale des deux croiseurs de bataille Dunkerque et Strasbourg (2 tourelles quadruples de 330 mm), concentrée sur la plage avant, est orientée vers la terre.
Lors de la bataille, le Dunkerque, peinant à larguer ses amarres, est touché quatre fois par des obus de 381 mm, le premier rebondit sur la tourelle 2 de l'artillerie principale, et tue tout le personnel de la demi-tourelle droite, l'autre demi-tourelle demeurant opérationnelle. Le second coup reçu endommage les installations d'aviation, les deux derniers neutralisent une tourelle double de 130 mm, dévastent une rue de chauffe, et privent le croiseur de bataille de toute puissance électrique, le contraignant à s'échouer par l'avant de l'autre côté de la rade pour ne pas couler.
Le cuirassé Provence, touché, s'échoue également pour ne pas couler. Les pertes les plus terribles sont celles du cuirassé Bretagne, qui chavire et coule, avec 997 morts. Par une habile manœuvre, le Strasbourg, escorté par 5 contre-torpilleurs, échappe aux obus de 381 mm, à la poursuite du HMS Hood, aux bombardiers-torpilleurs Fairey Swordfish du porte-avions Ark Royal, et rallie Toulon le lendemain soir.
Les dégâts peuvent apparaître sur le Dunkerque moins dramatiques qu'on aurait pu le craindre, encore qu'on a pu constater, ce qui n'a rien de surprenant, que la ceinture cuirassée de 225 mm n'avait pas résisté aux obus de canons de 381 mm tirés à 16 000 m. Un message radio de l'amiral Esteva, commandant en chef de la marine française en Méditerranée (Amiral Sud), parle inopportunément de dégâts minimes afin de rassurer la population. Prévenue par la presse oranaise, l'Amirauté britannique enjoint à l'amiral Somerville de retourner mettre le Dunkerque définitivement hors de combat,.
Pour éviter des dégâts collatéraux de l'artillerie navale sur les civils du village de pêcheurs devant lequel est échoué le Dunkerque, l'attaque déclenchée le 6 juillet 1940 au matin, est menée par trois vagues de bombardiers-torpilleurs du porte-avions Ark Royal. Malchanceux, le Dunkerque a la coque éventrée par l'explosion des grenades sous-marines d'un patrouilleur auxiliaire, torpillé alors qu'il est amarré à couple du Dunkerque. Le nombre des victimes des deux attaques contre le Dunkerque est de plus de 200 tués.
En février 1942, après des réparations sommaires menées à cause de faibles crédits accordés, le Dunkerque rallie Toulon. Il est toutefois mis dès son arrivée en cale sèche, pour procéder à de plus amples réparations.
Après les débarquements alliés en Afrique du Nord, au début novembre 1942, les Allemands occupent la Zone libre, et le 27 novembre 1942, ils font irruption dans l'arsenal de Toulon, pour s'emparer des navires français sous le contrôle de Vichy. La quasi-totalité des navires à quai sont sabordés par leurs équipages, dont le Dunkerque, en cale sèche dans les bassins Vauban, et le Strasbourg, amarré aux appontements de Milhaud, qui avait reçu, début 1942, un équipement de « détection électro-magnétique », premier radar français.
Le Dunkerque, tout comme le Strasbourg, est ensuite largement démantelé (tour, tourelles, étrave...), puis réduit à une carcasse d'environ 15 000 tonnes, que les bombardements alliés en août 1944 endommageront plus encore. Après la guerre, les deux navires seront relevés, vendus pour être enfin démantelés.

## Commandant
- Raymond Fenard (1887-1957) de 1936 à 1940

## Personnalités ayant servi à son bord
- Paul Louis Antoine Fontaine (1899-1976), commandant en second de 1937 à 1938

## Sister-ship
- Strasbourg